# Rogaszyce (powiat jarociński)
Rogaszyce – kolonia w Polsce położona w województwie wielkopolskim, w powiecie jarocińskim, w gminie Żerków, na obszarze Żerkowsko-Czeszewskiego Parku Krajobrazowego. Miejscowość wchodzi w skład sołectwa Żerniki. Na terenie wsi można znaleźć dwa pomnikowe dęby.
W latach 1975–1998 miejscowość należała administracyjnie do województwa kaliskiego.